# Thryallis sallaei
Thryallis sallaei är en skalbaggsart som beskrevs av Bates 1880. Thryallis sallaei ingår i släktet Thryallis och familjen långhorningar.
Artens utbredningsområde är Honduras. Inga underarter finns listade i Catalogue of Life.